# Killed by Death
Killed by Death (Ucciso dalla Morte) è un famoso singolo della band londinese heavy metal Motörhead, contenuta nel best of No Remorse, entrambi del 1984.
È stato pubblicato in vinile 7" e 12".
Come b-side è stata scelta la canzone Under The Knife, che nell'edizione vinile 12" appare in due differenti versioni.

## Tracce
Tutte le tracce sono state scritte da Kilmister, Burston, Campbell e Gill

### 7"
1. Killed By Death
2. Under The Knife

### 12"
1. Killed By Death (Full-Length Version) - 4:39
2. Under The Knife - 3:43
3. Under The Knife - 4:31

## Formazione
- Lemmy Kilmister: basso, voce
- Phil Campbell: chitarra
- Würzel: chitarra
- Pete Gill: batteria